# Расінг (Турне)
Королівський спортивний клуб «Расінг» Турне (фр. Royal Racing Club Tournaisien) — колишній бельгійський футбольний клуб з міста Турне, що існував у 1908—2002 роках. Домашні матчі приймав на стадіоні «Древ де Мар», місткістю 9 000 глядачів.

## Досягнення
- Кубок Бельгії
  - Володар: 1956.